# Collection égyptienne de l'Institut d'égyptologie et de papyrologie de l'université de Strasbourg
La collection égyptienne de l'institut d'égyptologie de l'université de Strasbourg se compose de fonds de type et d'origine variés.

## Histoire
Les fonds qui constituent la collection égyptienne de Strasbourg ont été rassemblés entre la fin du XIXe et le début du XXe siècle. Ils sont le fruit des premiers titulaires de la chaire d’égyptologie de Strasbourg créée en 1872.
Les principaux titulaires de la chaire d’égyptologie de Strasbourg et inventeurs de la collection sont Johannes Dümichen (1872-1899), Wilhelm Spiegelberg (1899-1918) et Pierre Montet (1919-1948).
D'autres contributeurs notables à la fondation sont Adolf Michaelis, administrateur par intérim de la collection de 1894-1899, et Étienne Drioton, professeur au Collège de France de 1957 à 1961.

## Composition des fonds
Les fonds contiennent des objets authentiques comme des statues, des sarcophages, des vases et amulettes, qui s'élèvent à un total de 6 500 objets. La collection se compose également de moulages, de 500 estampages, de plus de 5 000 photographies anciennes sur plaque de verre, de 6 000 papyrus et 3 000 ostraca dans les réserves de la BNU, et de 5 000 volumes du fonds Drioton.

## Objet d'étude
Au début du XXe siècle, Wilhelm Spiegelberg publie un catalogue de 80 des plus beaux objets pour faire de la collection un outil pédagogique.
Nathalie Baum dans un premier temps, puis Claude Traunecker secondé par Annie Schweitzer ont entrepris le recensement des objets authentiques de la collection pour la rendre exploitable par les chercheurs en égyptologie.
Frédéric Colin, directeur de l’Institut d’égyptologie et conservateur de la collection égyptienne de l’Université de Strasbourg, travaille sur la promotion de la collection.

## Exemples d'objets des collections

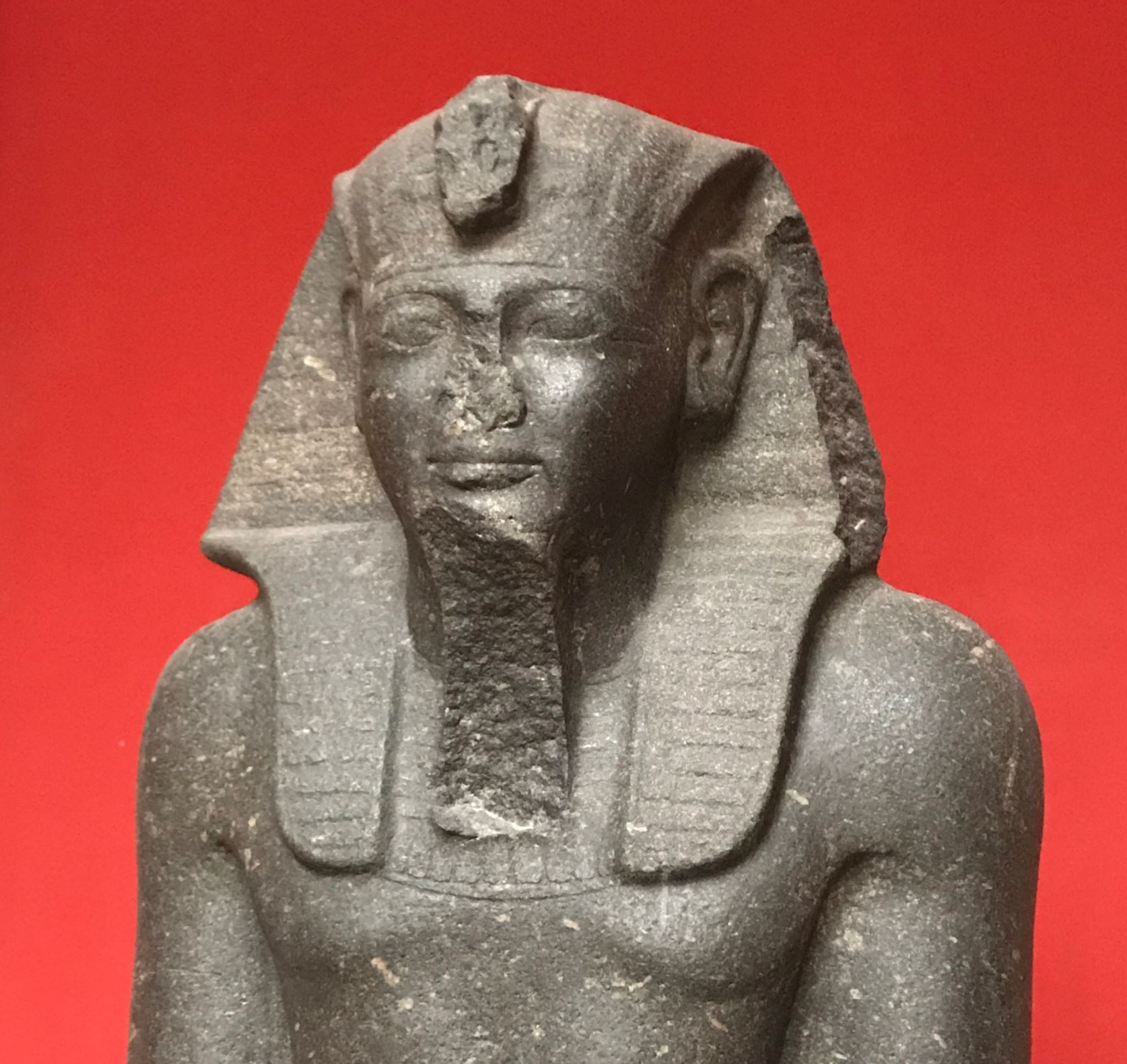
Statue de Ramsès II exhumée par la mission Montet en 1933. Exposée dans l'aula Marc Bloch du palais universitaire de Strasbourg
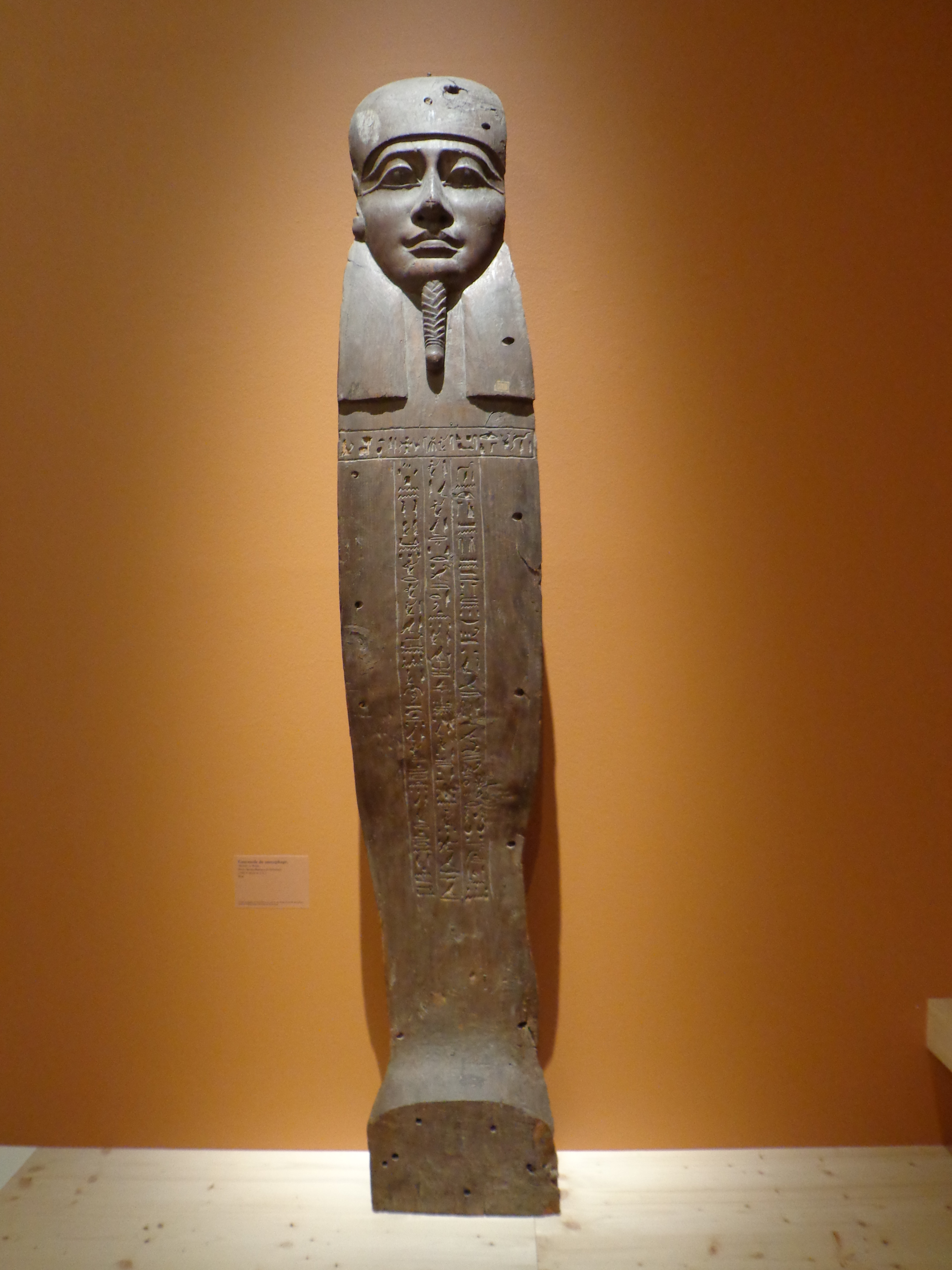
Couvercle de sarcophage en bois provenant d'Aboussir el-Melek. (VIIIe – Ier siècles av. J.-C.)
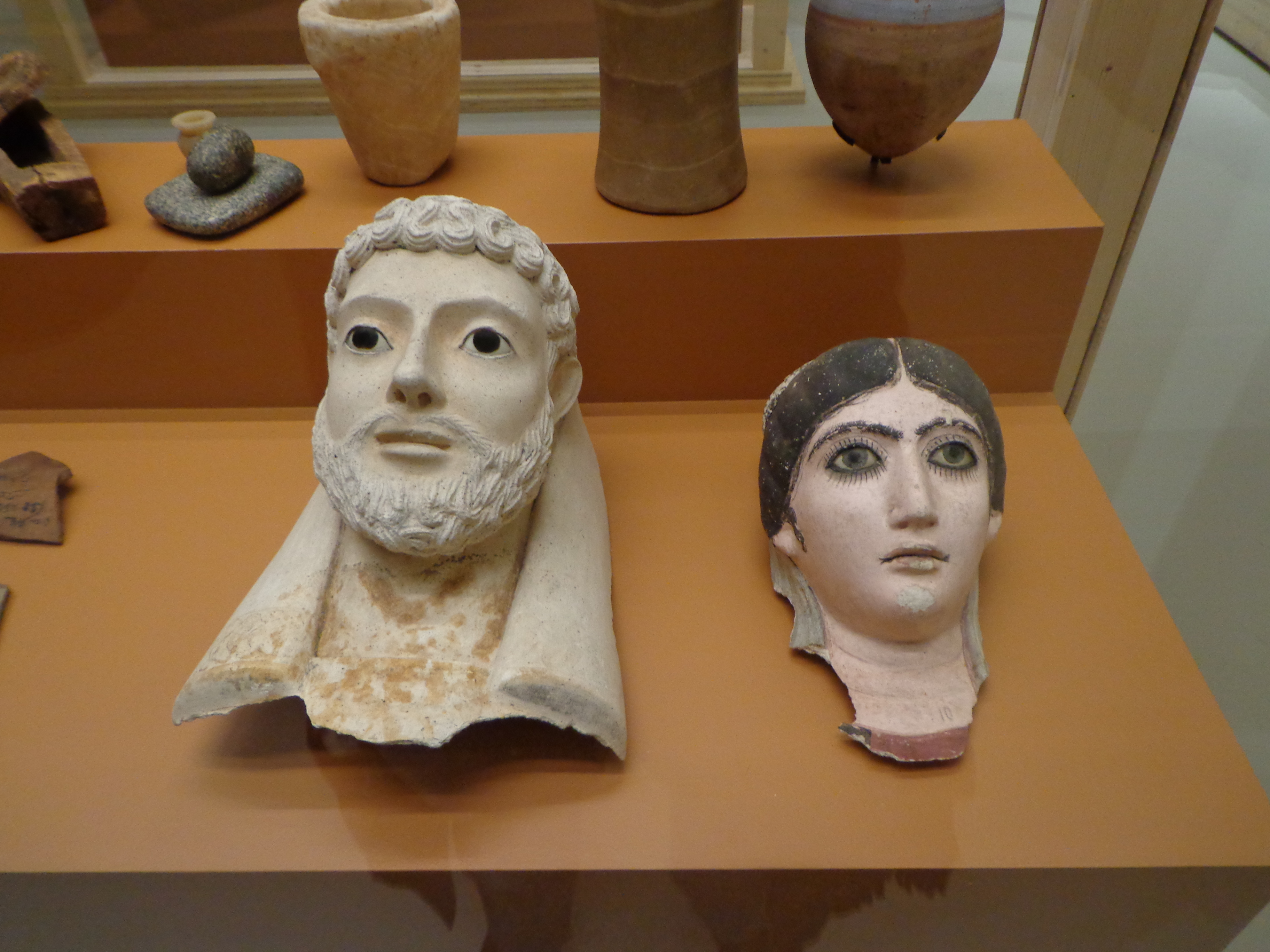
Masques funéraires romains d’Égypte (Ier siècle)
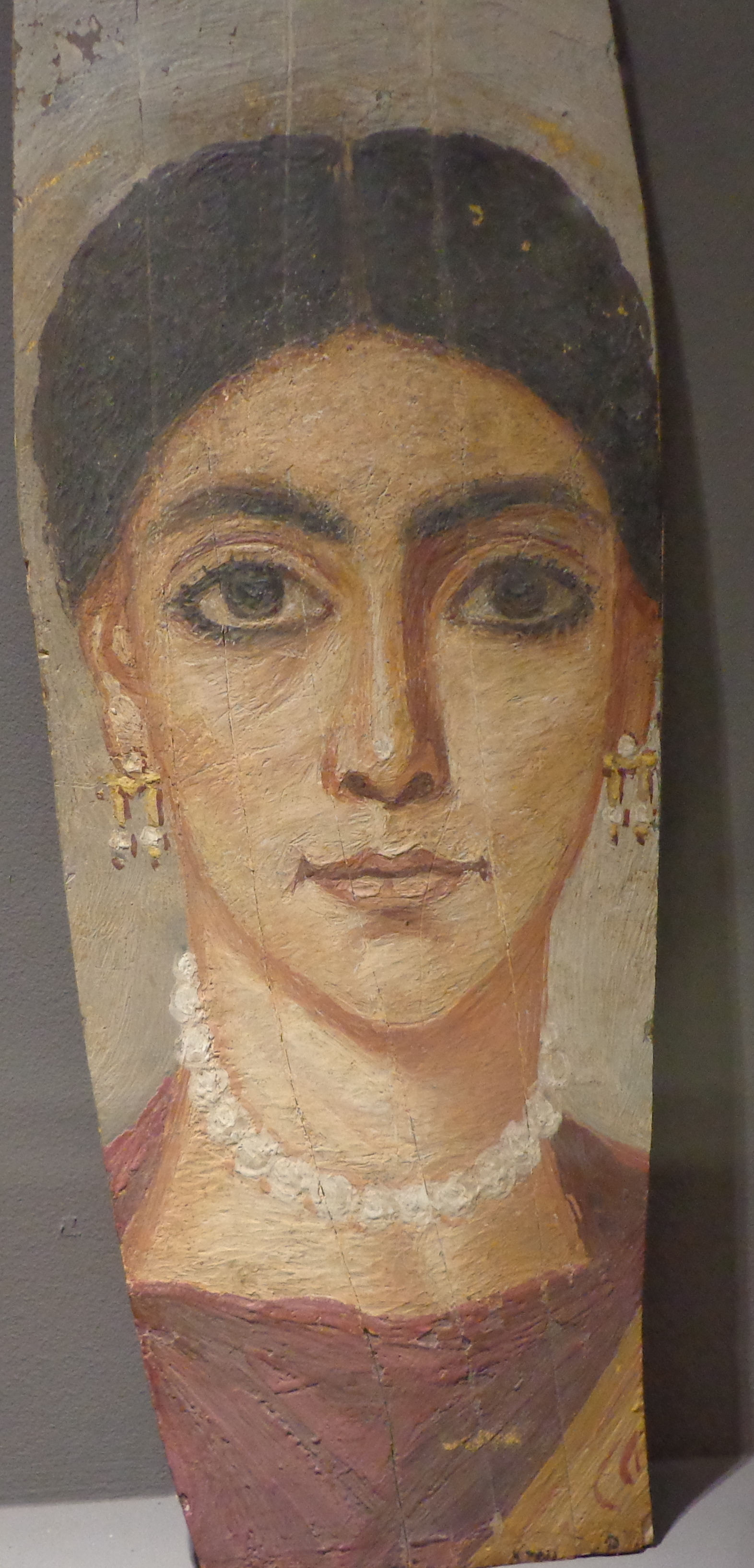
Portrait du Fayoum